# فهرست کشتارهای ارمنی‌ها
این لیست از قتل‌عام و کشتار ارمنی‌ها در طول تاریخ است.
| نام               | تاریخ                           | مکان                                                                              | سازمان‌دهنده (گان)                                                                | قربانی‌ها(بیشتر تخمین)             |
| ----------------- | ------------------------------- | --------------------------------------------------------------------------------- | -------------------------------------------------------------------------------- | --------------------------------- |
| کشتار حمیدیه      | ۱۸۹۴–۱۸۹۶                       | امپراتوری عثمانی                                                                  | سلطان عبدالحمید دوم                                                              | ۳۰۰٬۰۰۰                           |
| کشتار ارمنی-تاتار | ۱۹۰۵–۱۹۰۷                       | باکو، گنجه (الیزابت‌پول)، نخجوان، شوشی                                             | مسلمانان قفقازی (آذری) و شهروندان ارمنی                                          | ۱۰٬۰۰۰ تا ۳۰٬۰۰۰ از هر دو طرف     |
| قتل‌عام آدانا      | آوریل ۱۹۰۹                      | شهر آدانا، ولایت آدانا                                                            | دولت ترکان جوان                                                                  | ۳۰٬۰۰۰                            |
| نسل‌کشی ارمنی‌ها    | ۲۴ آوریل ۱۹۱۵–۱۹۲۳              | امپراتوری عثمانی                                                                  | دولت ترکان جوان                                                                  | ۱٬۵۰۰٬۰۰۰                         |
| روزهای سپتامبر    | سپتامبر ۱۹۱۸                    | باکو، جمهوری دمکراتیک آذربایجان (در زمانی که تحت تصرف نیروهای ترکی بود)           | اردوی اسلام                                                                      | ۳۰٬۰۰۰                            |
| کشتار شوشی        | مارس ۱۹۲۰                       | شوشی، قره‌باغ (مورد مشاجره; آن زمان تحت کنترل نیروهای آذربایجانی بوده‌است)          | جمهوری دمکراتیک آذربایجان                                                        | ۳۰٬۰۰۰                            |
| کشتار سومقاییت    | فوریه ۱۹۸۸                      | سومقاییت، آذربایجان شوروی                                                         | ملی‌گراهای آذربایجانی                                                             | ۱۳۲ (رسمی)                        |
| قتل‌عام گنجه       | نوامبر ۱۹۸۸                     | گنجه، آذربایجان شوروی                                                             | ملی‌گراهای آذربایجانی                                                             | ۱۳۰                               |
| قتل‌عام باکو       | سال‌های ۱۹۱۸، ۱۹۰۵ و ژانویه ۱۹۹۰ | باکو، آذربایجان شوروی                                                             | ملی‌گراهای آذربایجانی-ارتش مسلمان قفقاز از ترک‌ها و تاتارها، ترک زبانان ساکن قفقاز | سال ۱۹۰۵، ۲۰۵ نفرسال ۱۹۹۰، ۹۰ نفر |
| شورش‌های دوشنبه    | فوریه ۱۹۹۰                      | دوشنبه، تاجیکستان                                                                 | ملی‌گراهای تاجیکی                                                                 | ۲۲ کشته؛ ۵۶۵ مجروح                |
| کشتار ماراقا      | آوریل ۱۹۹۲                      | ماراقا، جمهوری قره‌باغ (مورد مشاجره; آن زمان تحت کنترل نیروهای آذربایجانی بوده‌است) | نیروهای مسلح آذربایجانی                                                          | ۴۰                                |